# Waleed Al-Husseini
Waleed Al-Husseini, född 1989, är en palestinsk författare och bloggare. 
I oktober 2010 grep den palestinska myndigheten honom för att ha hädat islam på Facebook och i blogginlägg. Hans arrestering fick internationell uppmärksamhet. Han flydde senare till Frankrike, där han framgångsrikt ansökt om asyl.
År 2013 grundade han rådet för ex-muslimer i Frankrike, och år 2015 skrev han sin första bok, The Blasphemer: The Price I Paid for Rejecting Islam.